# Андріяшев Олексій Хомич
Олексій Хомич Андріяшев (*17 лютого 1826, х. Германівщина, Золотоніський повіт Полтавська губернія, Російська імперія — 31 липня 1907) — український природознавець, меценат, педагог, громадський діяч, бджоляр, засновник «Практичної школи бджільництва» (спершу в Києві, потім — у Боярці).

## Біографія
Олексій Хомич Андріяшев народився 17 лютого 1826 року на хуторі Германівщина поблизу села Ліплявого Золотоноського повіту Полтавської губернії.
Першу освіту здобув у Переяславському державному училищі, потім навчався у семінарії і Ніжинському ліцеї графа І. А. Безбородька. Згодом вступив на юридичний факультет Київського університету святого Володимира, куди Олексій був прийнятий на казенне утримання.
У 1850 році, отримавши ступінь кандидата прав, О. Х. Андріяшев працював у Чернігівській гімназії старшим викладачем законознавства, зокрема читав курс церковнослов'янської мови, історії, географії і одночасно писав дисертацією. У травні 1856 року він здобув ступінь магістра цивільного права.
У 1860 році видатний вчений М. І. Пирогов запросив Олексія Хомича на посаду інспектора Першої гімназії Київського навчального округу, а з червня 1863 року і потому протягом наступних 28 років її очолював, одночасно беручи участь у діяльності інших навчальних закладів, займаючись просвітительськими і благодійними справами.
У 1865 році Олексій Хомич брав участь у створенні Київської міської бібліотеки, керував її господарською частиною і коштами.
У грудні 1879 року за ініціативою О. Х. Андріяшева у Києві почало діяти Попечительство для допомоги воїнам, які втратили зір.
У 1881 році Андріяшева обрали головою київського відділу Маріїнської спілки. Завдяки його діяльності у 1882 році був закладений фундамент будинку для притулку сліпих воїнів. У 1883 році будівлю освятили, а 1884-го — в училище поступили перші 10 вихованців.
У серпні 1890 року вчений вийшов на пенсію, але продовжував очолювати училище незрячих.
Проживаючи у власному будинку по вулиці Іванівській (з 1903 року — вулиця Тургенівська), Андріяшев завів пасіку і цілком віддався своєму давньому захопленню — бджільництву.
У 1895 році Олексій Хомич почав видавати часопис «Ежегодник пчеловодства» та порушив клопотання перед Міністерством землеробства про заснування Південно-Російського товариства бджільництва. У лютому 1897 року О. Х. Андріяшева обрали головою цього товариства. На його садибі розміщувалися правління товариства, редакція і школа бджільництва.

Погруддя О. Х. Андріяшева, Боярка

У червні 1902 року прийнято височайше повеління Государя-Імператора про виділення товариству 5 десятин казенної землі та 150 штук дубових та соснових колод у Збірно-Будаївській лісовій дачі для закладання «Практичної школи бджільництва» поблизу залізничної станції Боярка. Цього ж року тут були зведені перші будівлі для школи.
Завдяки пожертвуванням Андріяшева у Києві була відкрита «Практична школа бджільництва», яка у 1904 році перебазувалася в Боярку, і нині (2000-ні) відома як Боярський коледж екології і природних ресурсів, що є відокремленим підрозділом Національного університету біоресурсів і природокористування України.
В останні роки життя Олексій Хомич тяжко хворів і майже втратив зір, але до самої смерті продовжував займатися бджолярством.
Помер Олексій Хомич Андріяшев 31 липня 1907 року і був похований на Байковому кладовищі у Києві.
У другу річницю смерті Олексія Хомича, 12 листопада 1909 року школі присвоєно назву «Боярська практична школа бджільництва, садівництва та городництва ім. Андріяшева О.Х».
31 серпня 2009 року в Боярському коледжі екології і природних ресурсів Національного університету біоресурсів і природокористування України відбулася урочиста церемонія відкриття пам'ятника його засновнику Олексію Хомичу Андріяшеву (автори — скульптор Зюзін В. І., архітектор Климчик В. В.).

## Виноски
1. ↑  Войналович М. В. (зав. лабораторією бджільництва Боярського коледжу екології і природних ресурсів) Бджільництву в Боярському коледжі екології і природних ресурсів бути! [Архівовано 25 червня 2011 у Wayback Machine.] на Вебсторінка кафедри бджільництва ім. В. А. Нестерводського Національного університету біоресурсів і природокористування України [Архівовано 25 липня 2010 у Wayback Machine.]